# Borić il Bano
Borić, detto il Bano in virtù del titolo che rivestì in vita (fl. 1154-1163), fu il primo bano di Bosnia di cui si ha conoscenza e capostipite della famiglia dei Boričević.
Nominato bano di Bosnia nel 1154, mentre erano riaffiorate delle ruggini tra l'impero bizantino e l'Ungheria culminate nella guerra bizantino-ungherese del 1149-1155, rimase a livello formale vassallo dei magiari. Viene menzionato per l'ultima volta nel 1163.

## Biografia

### Origini
Borić viene menzionato dallo storico greco bizantino Giovanni Cinnamo nei suoi scritti relativi agli anni 1118-1176, dove è definito alleato degli ungheresi e non suo vassallo, come spesso ritenuto dalla storiografia. La prima menzione certa risale al 1154, quando era in corso la guerra bizantino-ungherese del 1149-1155 e gli scontri si stavano prevalentemente concentrando nell'area del Danubio. Il re ungherese Géza II cinse d'assedio la bizantina Braničevo (in Serbia), devastandone prima la regione circostante. Parte delle truppe ungheresi era capeggiata dal vassallo magiaro Borić, il bano della Bosnia, e da un distaccamento giunto dalla Boemia. Cinnamo descrive Borić come «esarca (governatore) della terra/regione della Bosnia». Quando le forze ungheresi rinunciarono all'assedio di Braničevo e si diressero verso ovest verso Belgrado, l'imperatore bizantino Manuele I Comneno inviò un distaccamento per attaccare i combattenti bosniaci. Tuttavia, questo gruppo di soldati si scontrò con la principale forza ungherese e fu nettamente sconfitto.
Non è chiaro come e quando Borić giunse a governare la Bosnia. Secondo Vladimir Ćorović, non si trattava di un bosniaco di nascita; si ritiene fosse originario della Slavonia, più nel dettaglio nella zona di Grabarje, nella župa di Pozsega. Quando l'Ungheria assunse la supremazia sulla Bosnia dopo il 1130, secondo la storiografia meno recente, Borić ne fu nominato a capo in veste di vassallo e fu obbligato a partecipare alla campagna contro Braničevo. Oggi, invece, si crede fosse un alleato degli ungheresi e non un vassallo.

### Anni successivi
Borić scompare da qualsiasi fonte fino al 1163, quando Géza II era già morto (31 maggio 1162) e si scatenò una guerra civile in Ungheria per quanto riguarda l'eredità del trono: i fratelli di Géza Ladislao e Stefano IV si ribellarono all'erede già incoronato, Stefano III. Ladislao riuscì a conquistare il trono, ma morì poco dopo (14 gennaio 1163), dopodiché Stefano IV lo prese con l'aiuto bizantino. Borić sostenne Stefano IV, presumibilmente a causa della garanzia che Stefano IV, in qualità di protetto bizantino, avrebbe garantito sicurezza alla sua posizione. Nel 1163 a Strigonio, Stefano IV emanò una carta in cui confermava la decisione del bano Beloš Vukanović secondo cui la foresta di Dubrava apparteneva al vescovado di Zagabria; tra i testimoni figurava lo stesso Borić, elencato dopo Beloš, un membro della corte ungherese e palatino, e prima di altri conti. Inoltre, con il permesso di Stefano IV, Borić nel 1162-63 donò il villaggio di Zdelje (Esdel) ai Templari in Slavonia, decisione in seguito confermata dai re Béla III e Andrea II (nel 1209), come parte di ulteriori doni dei suoi discendenti.
Nel 1163, l'erede designato Stefano III sconfisse Stefano IV e alla fine invocò l'ausilio di Bisanzio. Il nuovo monarca decise dunque di epurare i Stefano IV, e ai suoi nemici, tra cui il bano Borić. Le Gesta Hunnorum et Hungarorum del 1282-1285 circa riferiscono che «miles (il soldato) Gotfridus» inseguì il signore della Bosnia, riuscendo a sottometterlo, su ordine del re magiaro. A seguito di questa trascrizione, Borić non viene più menzionato da nessuno scritto medievale e il suo destino risulta ignoto. È invece pacifico che, a partire dal 1166, la Bosnia divenne una provincia bizantina.

## Discendenza
Borić ebbe dei figli, di cui uno omonimo e un altro di nome Pavao, mentre i suoi nipoti si chiamavano Odola, Čelk e Borić. I discendenti di Borić sono talvolta indicati come "Boričević". La famiglia allargata comprendeva anche Dietmaro e Benedetto (chiamato anch'egli con il secondo nome Borić). Nel XIII secolo i suoi discendenti vantavano dei possedimenti su entrambe le sponde del fiume Sava, nella parte orientale e occidentale inclusi nel moderno comitato di Pozsega.
Un documento che non indica la data di Borić al monastero benedettino di Lokrum si è dimostrato essere un falso del XIII secolo.